# 歐倫 (帕拉州)

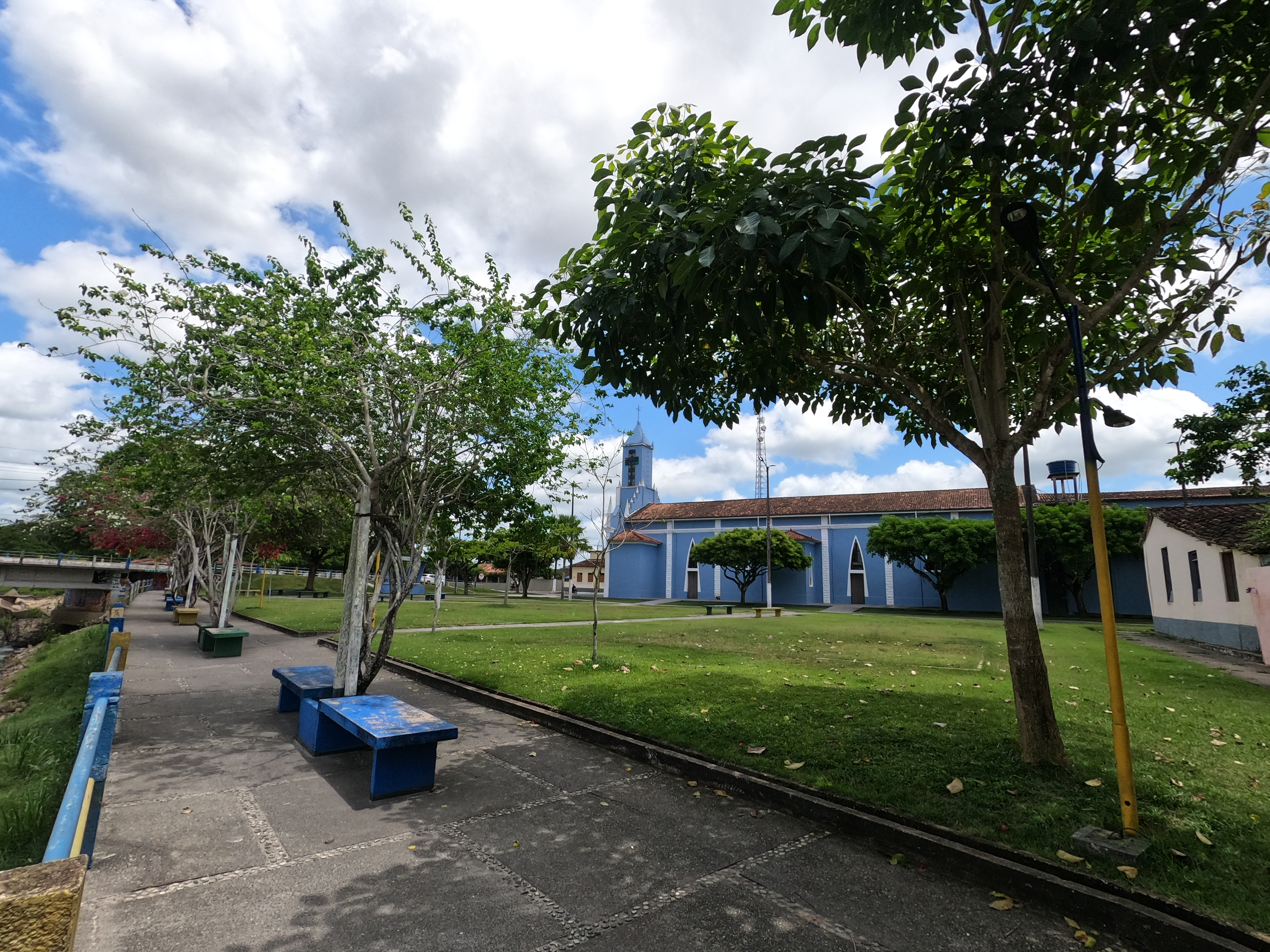
歐倫

歐倫（葡萄牙語：Ourém），是巴西的城鎮，位於該國北部，由帕拉州負責管轄，距離貝倫182公里，面積562平方公里，海拔高度40米，2010年人口16,311，人口密度每平方公里29人。